# Temporada 1976-77 de los Kansas City Kings
La temporada 1976-77 fue la vigésimo novena de los Kings en la NBA, y la quinta en Kansas City. La temporada regular acabó con 40 victorias y 42 derrotas, ocupando el séptimo puesto de la Conferencia Oeste, no logrando clasificarse para los playoffs.

## Elecciones en elDraft
| Ronda | Puesto | Jugador            | Posición  | Nacionalidad   | Universidad |
| ----- | ------ | ------------------ | --------- | -------------- | ----------- |
| 1     | 3      | Richard Washington | Ala-Pívot | Estados Unidos | UCLA        |
| 6     | 89     | Andre McCarter     | Base      | Estados Unidos | UCLA        |

## Temporada regular
| División Medio Oeste | División Medio Oeste | División Medio Oeste | División Medio Oeste | División Medio Oeste | División Medio Oeste | División Medio Oeste | División Medio Oeste | División Medio Oeste |
| Equipo               | G                    | P                    | %                    | PD                   | Casa                 | Fuera                | Div                  |                      |
| -------------------- | -------------------- | -------------------- | -------------------- | -------------------- | -------------------- | -------------------- | -------------------- | -------------------- |
| y-Denver Nuggets     | 50                   | 32                   | .610                 | –                    | 36–5                 | 14–27                | 15–5                 |                      |
| x-Detroit Pistons    | 44                   | 38                   | .537                 | 6                    | 30–11                | 14–27                | 12–8                 |                      |
| x-Chicago Bulls      | 44                   | 38                   | .537                 | 6                    | 31-10                | 13-28                | 10–10                |                      |
| Kansas City Kings    | 40                   | 42                   | .488                 | 10                   | 28–13                | 12–29                | 7–13                 |                      |
| Indiana Pacers       | 36                   | 46                   | .439                 | 14                   | 25–16                | 11–30                | 9–11                 |                      |
| Milwaukee Bucks      | 30                   | 52                   | .366                 | 20                   | 24–17                | 6–35                 | 7–13                 |                      |

## Estadísticas
| Rk | Jugador            | Edad | P  | PT | MP   | TC  | TCI  | %TC  | TL  | TLI | %TL  | RO  | RD  | RT  | AS  | RB  | TAP | BP | FP  | PTS  |
| -- | ------------------ | ---- | -- | -- | ---- | --- | ---- | ---- | --- | --- | ---- | --- | --- | --- | --- | --- | --- | -- | --- | ---- |
| 1  | Ron Boone          | 30   | 82 |    | 36.8 | 9.1 | 19.2 | .474 | 4.0 | 4.7 | .844 | 1.6 | 2.4 | 3.9 | 4.1 | 1.5 | 0.2 |    | 3.1 | 22.2 |
| 2  | Brian Taylor       | 25   | 72 |    | 34.6 | 7.0 | 13.8 | .504 | 3.1 | 3.8 | .818 | 1.2 | 2.1 | 3.3 | 4.4 | 2.8 | 0.2 |    | 2.9 | 17.0 |
| 3  | Scott Wedman       | 24   | 81 |    | 33.9 | 6.4 | 14.0 | .460 | 2.5 | 3.0 | .855 | 2.3 | 3.9 | 6.2 | 2.8 | 1.2 | 0.3 |    | 2.8 | 15.4 |
| 4  | Sam Lacey          | 28   | 82 |    | 31.6 | 4.0 | 9.4  | .422 | 2.6 | 3.4 | .762 | 2.3 | 6.6 | 9.0 | 4.7 | 1.5 | 1.6 |    | 3.6 | 10.6 |
| 5  | Richard Washington | 21   | 82 |    | 27.6 | 5.4 | 12.6 | .431 | 2.2 | 3.1 | .697 | 2.5 | 6.1 | 8.5 | 1.0 | 0.8 | 1.1 |    | 4.0 | 13.0 |
| 6  | Bill Robinzine     | 24   | 75 |    | 21.3 | 4.1 | 9.0  | .453 | 2.1 | 2.9 | .736 | 2.2 | 4.1 | 6.3 | 1.3 | 1.1 | 0.2 |    | 3.8 | 10.3 |
| 7  | Ollie Johnson      | 27   | 81 |    | 17.1 | 2.7 | 5.5  | .489 | 1.2 | 1.4 | .878 | 0.8 | 1.8 | 2.6 | 1.3 | 0.5 | 0.3 |    | 2.1 | 6.6  |
| 8  | Mike Barr          | 26   | 73 |    | 16.8 | 1.7 | 3.8  | .437 | 0.6 | 0.8 | .719 | 0.5 | 1.3 | 1.8 | 2.4 | 0.7 | 0.2 |    | 1.3 | 3.9  |
| 9  | Jim Eakins         | 30   | 82 |    | 16.3 | 1.8 | 4.1  | .449 | 2.3 | 2.7 | .847 | 1.4 | 3.0 | 4.4 | 1.5 | 0.4 | 0.6 |    | 2.4 | 6.0  |
| 10 | Andre McCarter     | 23   | 59 |    | 12.3 | 2.0 | 4.4  | .463 | 0.5 | 0.8 | .711 | 0.3 | 0.7 | 0.9 | 1.7 | 0.4 | 0.0 |    | 1.1 | 4.6  |
| 11 | Glenn Hansen       | 24   | 41 |    | 7.0  | 1.6 | 3.8  | .432 | 0.6 | 0.8 | .719 | 0.7 | 0.8 | 1.4 | 0.6 | 0.3 | 0.1 |    | 1.1 | 3.8  |
| 12 | Bob Bigelow        | 23   | 29 |    | 5.6  | 1.2 | 2.4  | .500 | 0.5 | 0.6 | .882 | 0.3 | 0.7 | 0.9 | 0.3 | 0.1 | 0.0 |    | 0.6 | 2.9  |

## Galardones y récords
| Jugador      | Galardón                               |
| Brian Taylor | 2.º Mejor quinteto defensivo de la NBA |